# Restaurant Hemingway
Restaurant Hemingway is een monumentaal pand in de binnenstad van de Nederlandse plaats Venlo.

## Locatie
Het pand ligt in de Heilige Geeststraat in de wijk Klein Italië. Aan de oostelijk zijkant, waar zich ook de huidige ingang bevindt, loopt de Gildenstraat in zuidelijke richting naar de Hoogstraat. Aan de westelijke zijde grenst het pand aan een modern woonblok, dat weer wordt begrensd door de Jodenstraat.

## Geschiedenis
In of voor de 19e eeuw werd het pand gebouwd.

## Architectuur
Het pand telt twee bouwlagen met een hoge kap met schilddak aan de straatzijde. De achterzijde toont sporen van een bakstenen sierlijst onder de verdiepingsvensters. Boven het venster, dat zich in de vliering bevindt, is een pinakel uitgemetseld, dat oorspronkelijk hoger was dan de nok.
Bij een verbouwing in het begin van de 19e eeuw, waarbij de vensters zijn gewijzigd, is de geveltop afgeschuind. Het horizontale metselwerk doet echter vermoeden dat het oorspronkelijk een trapgevel was. De zijgevels bestaan uit blinde muren en tonen alleen de oude balkankers. De topgevel is in de 19e eeuw vervangen door een lijstgevel met een brede kroonlijst en een schilddak.
De voorste helft van het pand is over de volle breedte onderkelderd. De kelder heeft een stenen gewelf in de vorm van een segmentboog. In de rechter zijwand bevindt zich een kelderschouwtje tussen twee oorspronkelijke zijingangen. In de kelder is een waterput aangetroffen.